# Myrina cyara
Myrina cyara är en fjärilsart som beskrevs av William Chapman Hewitson 1878. Myrina cyara ingår i släktet Myrina och familjen juvelvingar. Inga underarter finns listade i Catalogue of Life.

## Bildgalleri

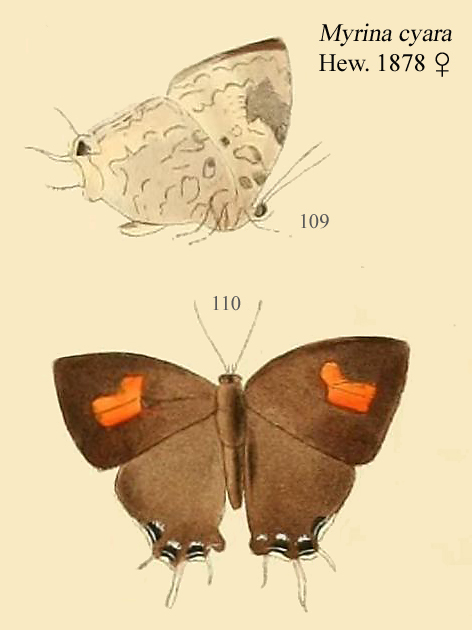
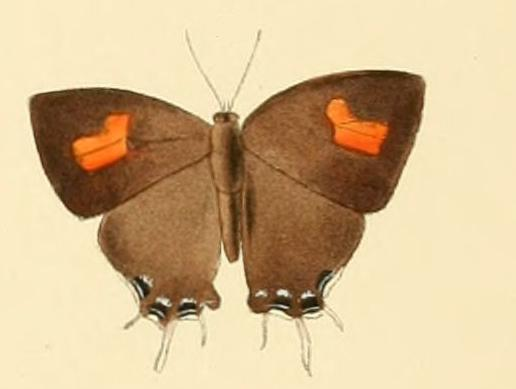
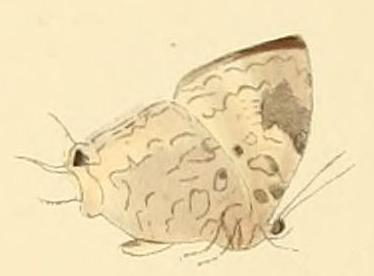
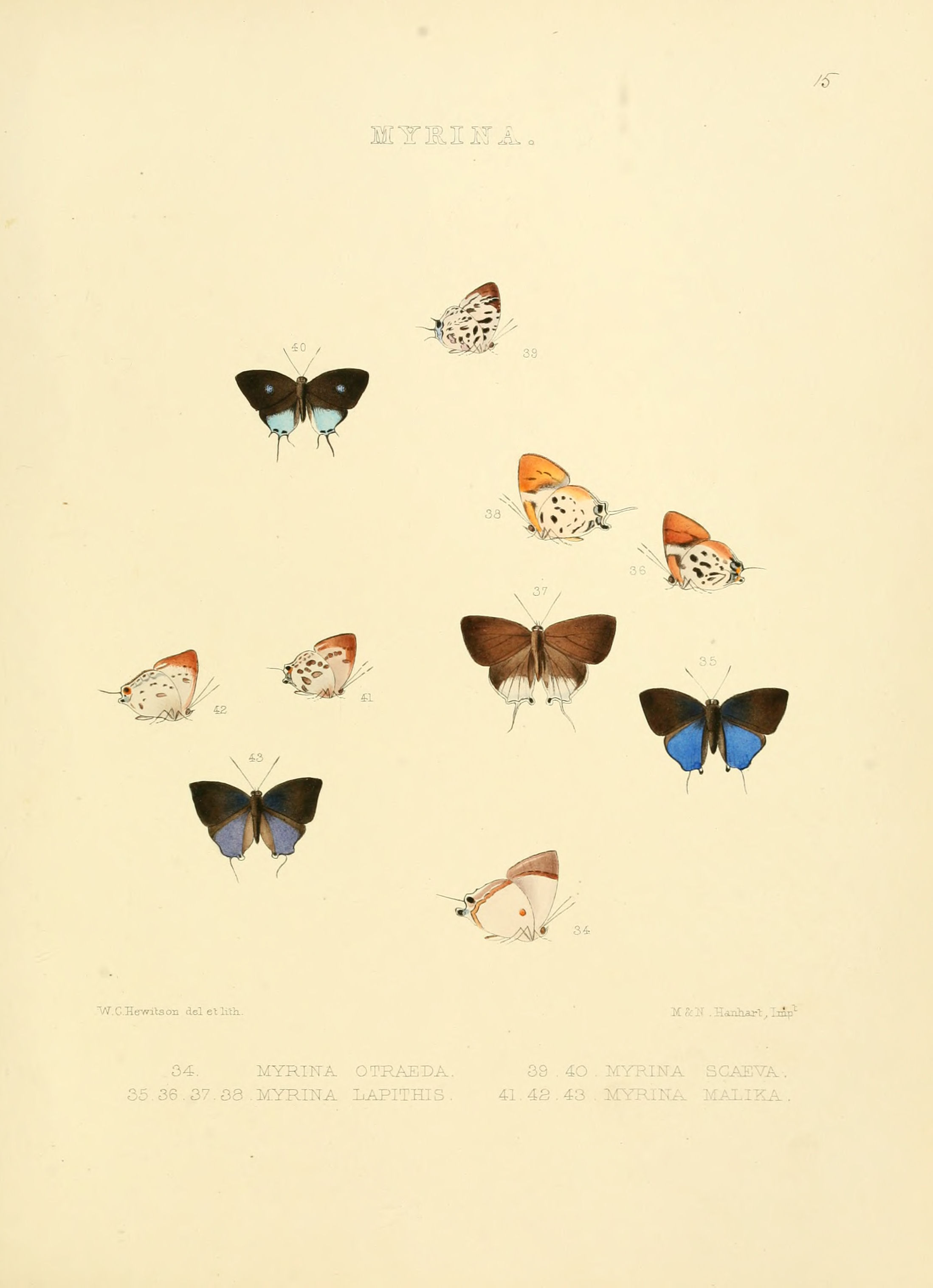